# Imparerò
Imparerò è un brano della rockband italiana Litfiba. È il quarto ed ultimo singolo estratto, nel 1997, dall'album "Mondi sommersi".

## Tracce
1. Imparerò – 3:27

## Formazione
- Piero Pelù - voce
- Ghigo Renzulli - chitarra, voce addizionale
- Daniele Bagni - basso
- Roberto Terzani - campionamenti, grooves e voce addizionale
- Franco Caforio - batteria
- Candelo Cabezas - percussioni e "co-ritmi"